# Dollaro mauriziano
Il dollaro è stata la valuta di Mauritius fino al 1877. Inizialmente, era costituita da dollari spagnoli, con carta moneta e nuove monete che vennero emesse negli anni 1820. Il valore del dollaro fu inizialmente fissato pari a 2 rupie indiane, quindi a 4 shillings della sterlina inglese. Nel 1822 vennero emesse monete da 25 e 50 sous a causa del continuo uso della livre coloniale francese.
Il dollaro circolava insieme alla sterlina britannica e alla rupia indiana. Veniva utilizzato un cambio non ufficiale di 2 rupie per dollaro, sebbene questo abbia portato a sopravvalutare la rupia per un periodo.
Nel 1877 venne introdotta la rupia mauriziana, che sostituì il dollaro al cambio di 2 rupie = 1 dollaro.